# 日本映画・テレビ美術監督協会
協同組合日本映画・テレビ美術監督協会（にほんえいがてれびびじゅつかんとくきょうかい）は、日本の美術監督による職能団体、協同組合である。

## 概要
美術監督の一般的地位向上と発展を目的とし、日本映画の質的向上に寄与する。英語表記はAssociation of Production Designers in Japan。約100名の会員を擁する。
1939年（昭和14年）4月9日に前身となる日本映画美術監督協会が設立。初代会長は北猛夫。1998年（平成10年）に現在の形である協同組合日本映画・テレビ美術監督協会として新発足する。

## 沿革
- 1939年（昭和14年）、日本映画美術監督協会設立
- 1963年（昭和38年）、機関紙「映画美術」出版
- 1998年（平成10年）、協同組合日本映画・テレビ美術協会発足

## 歴代理事長
| 代 | 理事長             |
| -- | ------------------ |
| 1  | 北猛夫             |
| 2  | 柴田篤二           |
| 3  | 浜田辰雄           |
| 4  | 進藤誠吾           |
| 5  | 松山崇             |
| 6  | 北猛夫             |
| 7  | 中古智             |
| 8  | 下河原友雄         |
| 9  | 村木与四郎         |
| 10 | 堀安治             |
| 11 | 小池一美           |
| 12 | 木村威夫、育野重一 |
| 13 | 横尾嘉良           |
| 14 | 出川三男           |
| 15 | 小澤秀高           |